# Spiel des Jahres
Spiel des Jahres (niem. Gra roku) – nagroda przyznawana w dziedzinie gier planszowych.
Nagroda ta została powołana pod koniec lat 70. XX w. dla uhonorowania najlepszych projektów gier oraz ich promowania na niemieckim rynku.
Razem z nagrodą główną przyznawane jest wyróżnienie Kennerspiel des Jahres dla najlepszej bardziej złożonej gry planszowej oraz Kinderspiel des Jahres dla gry dla dzieci.

## Lista laureatów
- 1979 Hare and Tortoise (niemiecka nazwa Hase und Igel) – David Parlett, Ravensburger
- 1980 Rummikub – Ephraim Hertzano, Intelli
- 1981 Focus – Sid Sackson, Parker
- 1982 Enchanted Forest (niemiecka nazwa Sagaland) – Alex Randolph i Michel Matschoss, Ravensburger
- 1983 Scotland Yard – Werner Schlegel, Dorothy Garrels, Fritz Ifland, Manfred Burggraf, Werner Scheerer i Wolf Hoermann, Ravensburger
- 1984 Railway Rivals (niemiecka nazwa Dampfross) – David Watts, Schmidt Spiele
- 1985 Sherlock Holmes Consulting Detective – Raymond Edwards, Suzanne Goldberg i Gary Grady, Kosmos
- 1986 Top Secret Spies (niemiecka nazwa Heimlich and Co.) – Wolfgang Kramer, Ravensburger
- 1987 Auf Achse – Wolfgang Kramer, F.X. Schmid
- 1988 Barbarossa – Klaus Teuber, Altenburger und Stralsunder Spielkarten-Fabriken
- 1989 Café International – Rudi Hoffmann, Mattel
- 1990 Hoity Toity (niemiecka nazwa Adel Verpflichtet) – Klaus Teuber, F.X. Schmid
- 1991 Drunter und Drüber – Klaus Teuber, Hans im Glück
- 1992 Um Reifenbreite – Rob Bontenbal, Jumbo
- 1993 Call My Bluff (niemiecka nazwa Bluff) – Richard Borg, F.X. Schmid
- 1994 Manhattan – Andreas Seyfarth, Hans im Glück
- 1995 Osadnicy z Catanu (niemiecka nazwa Die Siedler von Catan) – Klaus Teuber, Kosmos
- 1996 El Grande – Wolfgang Kramer i Richard Ulrich, Hans im Glück
- 1997 Mississippi Queen – Werner Hodel, Goldsieber
- 1998 Elfenland – Alan R. Moon, Amigo Spiele
- 1999 Tikal – Michael Kiesling i Wolfgang Kramer, Ravensburger
- 2000 Torres – Wolfgang Kramer i Michael Kiesling, Ravensburger
- 2001 Carcassonne – Klaus-Jürgen Wrede, Hans im Glück
- 2002 Villa Paletti – Bill Payne, Zoch Verlag
- 2003 Alhambra – Dirk Henn, Queen Games
- 2004 Wsiąść do pociągu (niemiecka nazwa Zug um Zug) – Alan R. Moon, Days of Wonder
- 2005 Niagara – Thomas Liesching, Zoch Verlag
- 2006 Cesarski kurier – Karen Seyfarth, Andreas Seyfarth, Hans im Glück
- 2007 Zooloretto – Michael Schacht, Abacus
- 2008 Keltis – Reiner Knizia, Kosmos
- 2009 Dominion – Donald X. Vaccarino
- 2010 Dixit – Jean-Louis Roubira, Libellud
- 2011 Qwirkle – Susan McKinley Ross, Schmidt Spiele
- 2012 Królestwo w budowie – Donald X. Vaccarino
- 2013 Hanabi  – Antoine Bauza
- 2014 Przebiegłe wielbłądy – Steffen Bogen
- 2015 Colt Express – Christophe Raimbault, Ludonaute
- 2016 Tajniacy - Vlaada Chvátil, Czech Games Edition
- 2017 Kingdomino - Bruno Cathala
- 2018 Azul - Michael Kiesling
- 2019 Jednym Słowem – Ludovic Roudy, Bruno Sautter, Repos Production
- 2020 Obrazki - Christian Stöhr, Daniela Stöhr, PD-Verlag
- 2021 MikroMakro: Na Tropie Zbrodni - Johannes Sich, Edition Spielwiese
- 2022 Kaskadia - Randy Flynn, Flatout Games
- 2023: Dorfromantik - Lukas Zach i Michael Palm, Pegasus Spiele
- 2024: Halo wieża - Luc Rémond, Kosmos/Scorpion Masqué